# Marksville
Marksville – miasto w Stanach Zjednoczonych, w stanie Luizjana, siedziba administracyjna parafii Avoyelles.